# ورباي سفلي
ورباي سفلي هي قرية في مقاطعة نائين، إيران. يقدر عدد سكانها بـ 11 نسمة بحسب إحصاء 2016.